# Alessandro D'Agostini
Alessandro D'Agostini (Roma, 14 marzo 1922 – 27 febbraio 2006) è stato un arbitro di calcio italiano.

## Carriera sui campi
Divenuto arbitro nel 1948, debuttò nel 1962 in Mantova. Nel 1965 fu promosso arbitro internazionale, e durante questa esperienza si segnalò in numerose gare del campionato greco. Nel 1965 diresse la finale di Coppa Italia tra Juventus e Inter.
Nel 1970 chiuse con un bilancio di 114 incontri diretti in serie A (tra cui 1 Derby della Madonnina e 2 Milan-Juventus).
Nel 1962 ottenne il Premio Florindo Longagnani (poi diventato Premio Giorgio Bernardi) quale miglior debuttante in A e nel 1967 il Premio Giovanni Mauro, massimo riconoscimento alla carriera arbitrale in Italia.

## Episodi controversi
Nel 1967 in un derby di Milano convalidò su segnalazione del guardalinee Mario Graziosi una rete di Gianni Rivera, con un pallone mai entrato di porta dopo aver sbattuto contro la traversa: in questa circostanza il giornalista RAI Carlo Sassi utilizzò per la prima volta la moviola della "La Domenica Sportiva".

## Carriera dirigenziale
Messosi a disposizione dell'Associazione Italiana Arbitri come dirigente, il suo curriculum sarebbe diventato ricchissimo: vicecommissario CAN al fianco di Giuseppe Ferrari Aggradi tra il 1972 e il 1981; commissario-designatore alla CAN A e B tra il 1981 e il 1985; vicepresidente dell'AIA tra il 1986 e il 1987 e successivamente a capo della Procura Arbitrale.